# FFV 016
FFV 016 (av Svenska Försvarsmakten benämnd Fordonsmina 14) är en typ av fordonsmina som används inom svenska försvarsmakten. Minan har riktad sprängverkan (RSV) och används som syftmina för att bekämpa lätt pansrade och opansrade mål.
Minan är projektilbildande (RSV) som med en genomslagskropp verkar genom splitter och trycket som uppstår vid genomslag i sidan på fordonet. Genomslagets räckvidd är 150 meter, men skjutavståndet bör inte överskrida 50 meter om originalsiktet används. Beroende på terräng och mål, sätts minan upp på ett lämpligt träd eller påle. Med hjälp av siktet riktas minan in vinkelrätt mot målet.
Med varje mina följer ett riktmedel med som är avsett för inriktning upp till 50 meter. I minlådan finns hårkornssikte avsett för inriktning upp till 150 meter.

## Minlåda 14
Innehåller:
- 8 stycken fordonsmina 14.
- Tändmedelssats med fästmateriel.

Vikt: 43 kg